# Каунатская волость
Ка́унатская во́лость (латыш. Kaunatas pagasts) — одна из двадцати пяти территориальных единиц Резекненского края Латвии. Находится в юго-восточной части края, на берегу озера Разнас. Граничит с Маконькалнской, Чернайской и Столеровской волостями своего края, Пилдской и Рунденской волостями Лудзенского края, а также с Эзерниекской и Андзельской волостями Дагдского края.
Крупнейшими населёнными пунктами волости являются сёла: Кауната (волостной центр), Дубули, Яунслобода, Мукони, Черники, Матули, Спрестишки, Спружевниеки.
В Каунате имеется католическая церковь.
Через волость проходит региональная автодорога P55 Резекне — Дагда.
По территории волости протекают реки: Резекне, Партова, Ореховка. Из крупных озёр — Разнас, Каунатас, Идзиполес, Партовас, Маргучу, Вайшлю, Дубулю.
Часть территории волости занимает национальный парк Разнас.
На юго-востоке волости находятся одни из самых высоких холмов Латгальской возвышенности — Лиелайс Лиепукалнс (высота над уровнем моря: 289,3 м) и Дзиеркалю калнс (высота над уровнем моря: 286,3 м).

## История
В 1935 году площадь Каунатской волости Резекненского уезда составляла 244,2 км², при населении в 10 028 жителей.
В 1945 году в Каунатской волости были созданы Антроповский, Дубульский, Фольварковский, Говейский, Каунатский, Маргучский, Матульский и Виршский сельские советы. После отмены в 1949 году волостного деления Каунатский сельсовет входил в состав Резекненского района.
В 1954 году к Каунатскому сельсовету была присоединена территория ликвидированного колхоза «Ленина цельш» Виршского сельсовета. В 1956 году — ликвидированных Маргучского и Дубульского сельсоветов. В 1965 году территория колхоза «30 лет Октября» была присоединена к Столеровскому сельсовету. В 1981 году к Каунатскому сельсовету была присоединена часть территории Рунденского сельсовета.
В 1990 году Каунатский сельсовет был реорганизован в волость. В 2009 году, по окончании латвийской административно-территориальной реформы, Каунатская волость вошла в состав Резекненского края.